# ديفيد تشاو
ديفيد تشاو (بالصينية: 周錦輝) هو رائد أعمال صيني، ولد في 1950 في هونغ كونغ البريطانية في المملكة المتحدة.